# Ґражда з Криворівні (Шевченківський гай)
49°50′50″ пн. ш. 24°03′55″ сх. д. / 49.847086° пн. ш. 24.06516° сх. д.
Ґражда з Криворівні (Шевченківський гай) — привезена до Музею народної архітектури та побуту у Львові з присілку Багни села Криворівня Верховинського району Івано-Франківської області гуцульська садиба середини ХІХ століття, пам'ятка архітектури місцевого значення (рішення виконкому Львівської обласної ради народних депутатів №280 від 21.05.1991, охоронний №5635/39-Лв). Згоріла разом із двома сотнями унікальних експонатів уночі 6 лютого 2022 року внаслідок пожежі. 

## Історія
Збудована в середині ХІХ ст. Ґражду як унікальну архітектурну пам’ятку дослідив і організував її перевезення до Львова музеєзнавець Архип Данилюк у 1970 році. Перевезення її до музею було складним. Власниця ґражди – Параска Галамасюк сприяла наповненню садиби предметами інтер'єру. 

## Екстер'єр
Ґражда або «хата з брамами» – це комплекс житлових і господарських будівель, з’єднаних по усьому периметру високою зрубною стіною. Інакше кажучи, це замкнутий, але відкритий усередині двір прямокутної, майже квадратної форми. Головна частина ґражди – звичайна гуцульська хата, яка складається із двох кімнат, розділених посередині просторими сіньми – «хоромами»: ліва була робочою, а права — святкова. При правій кімнаті — комора («кліть»), в якій складали одяг, сукно, вовну, скриню з жіночим вбранням. З двох сторін для утеплення хата мала хліви («притули»), в яких тримали овець. Навпроти головного фасаду – огорожа із завісом-піддашшям, де зберігали різний реманент: сани, віз, дрова. Двір у ґражді із Криворівні має два входи – через браму та хвіртку, які розташовані із протилежних боків. Подвір’я, як правило, вимощували кам’яними плитами.

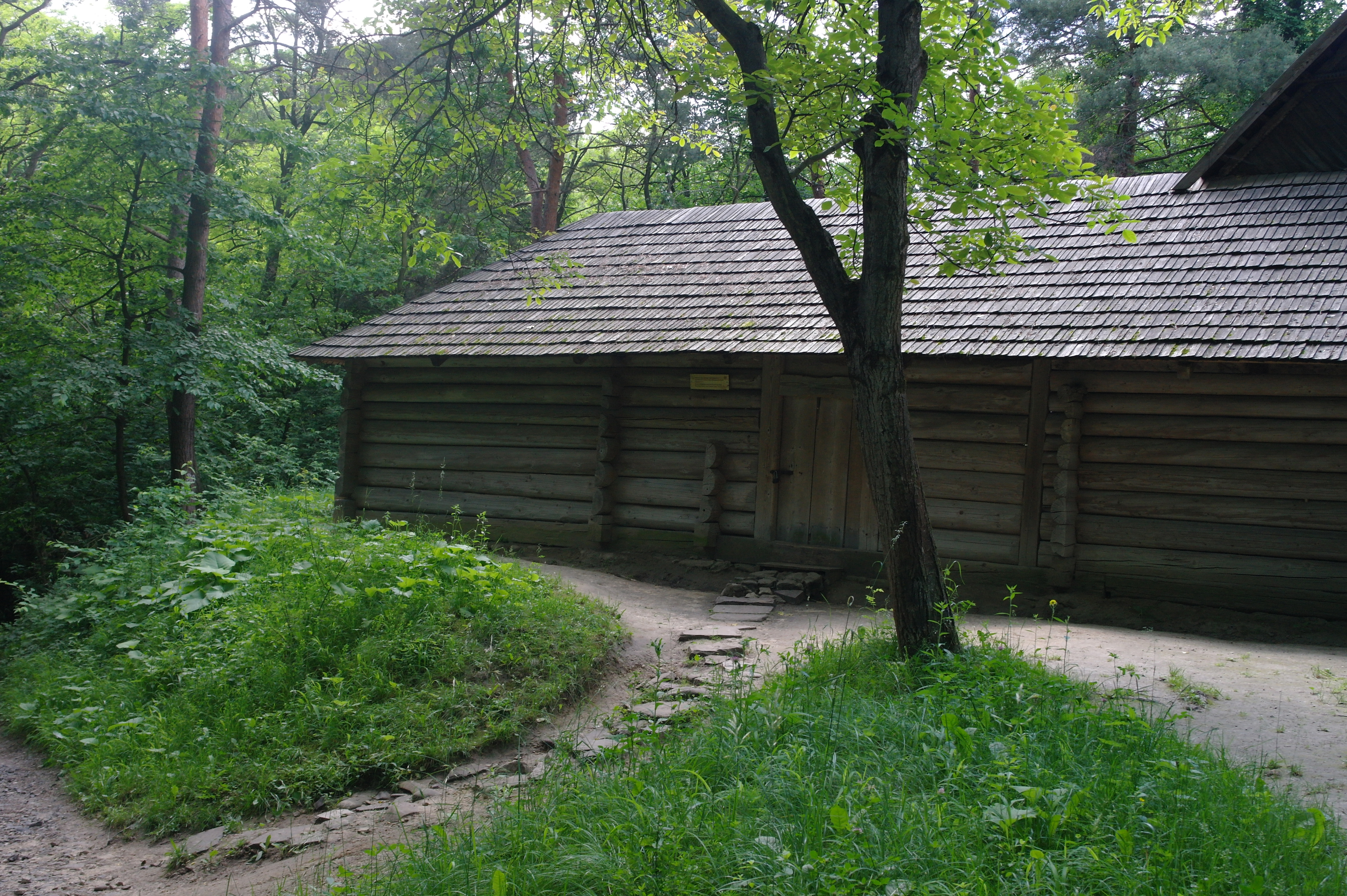
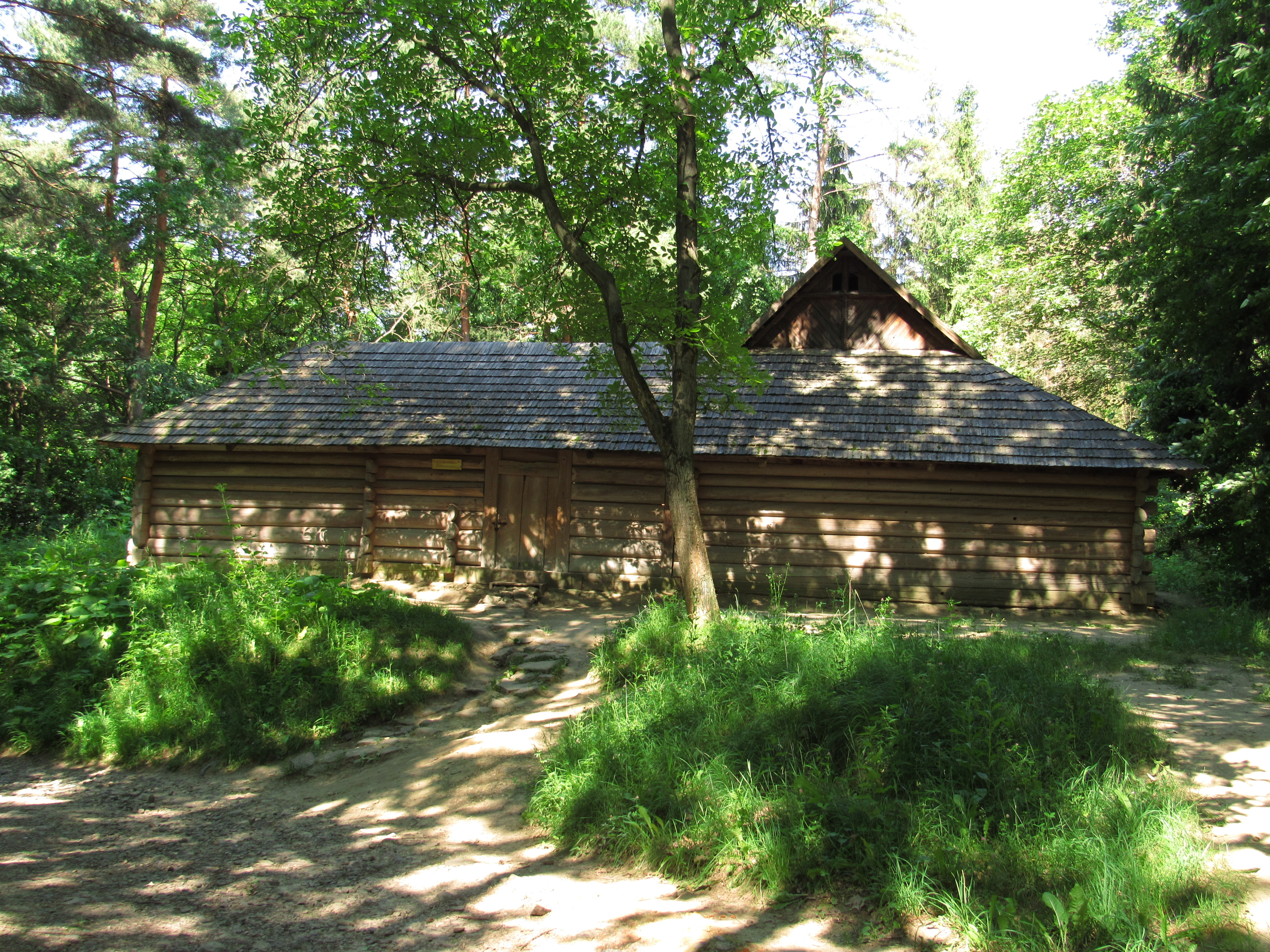
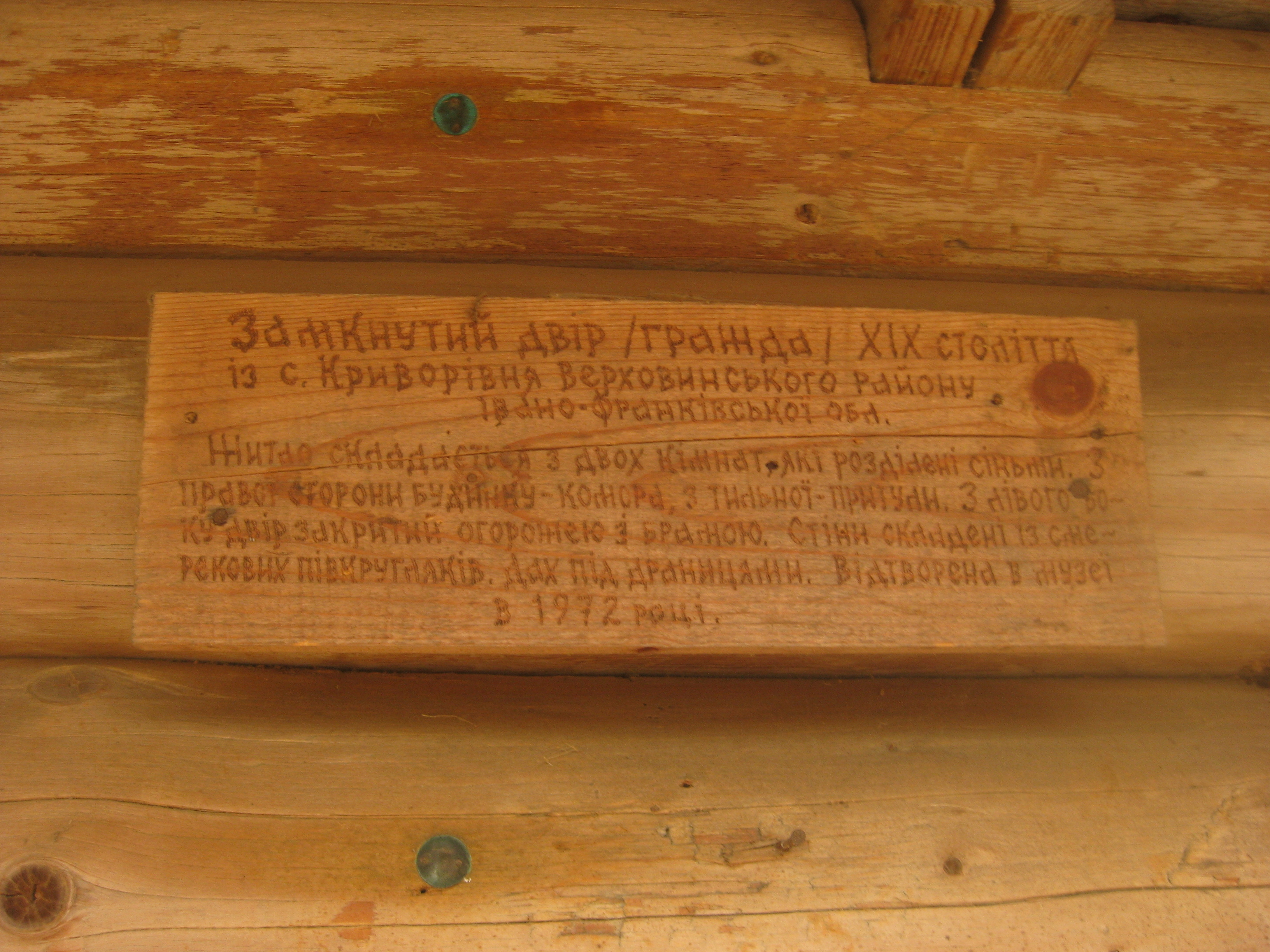
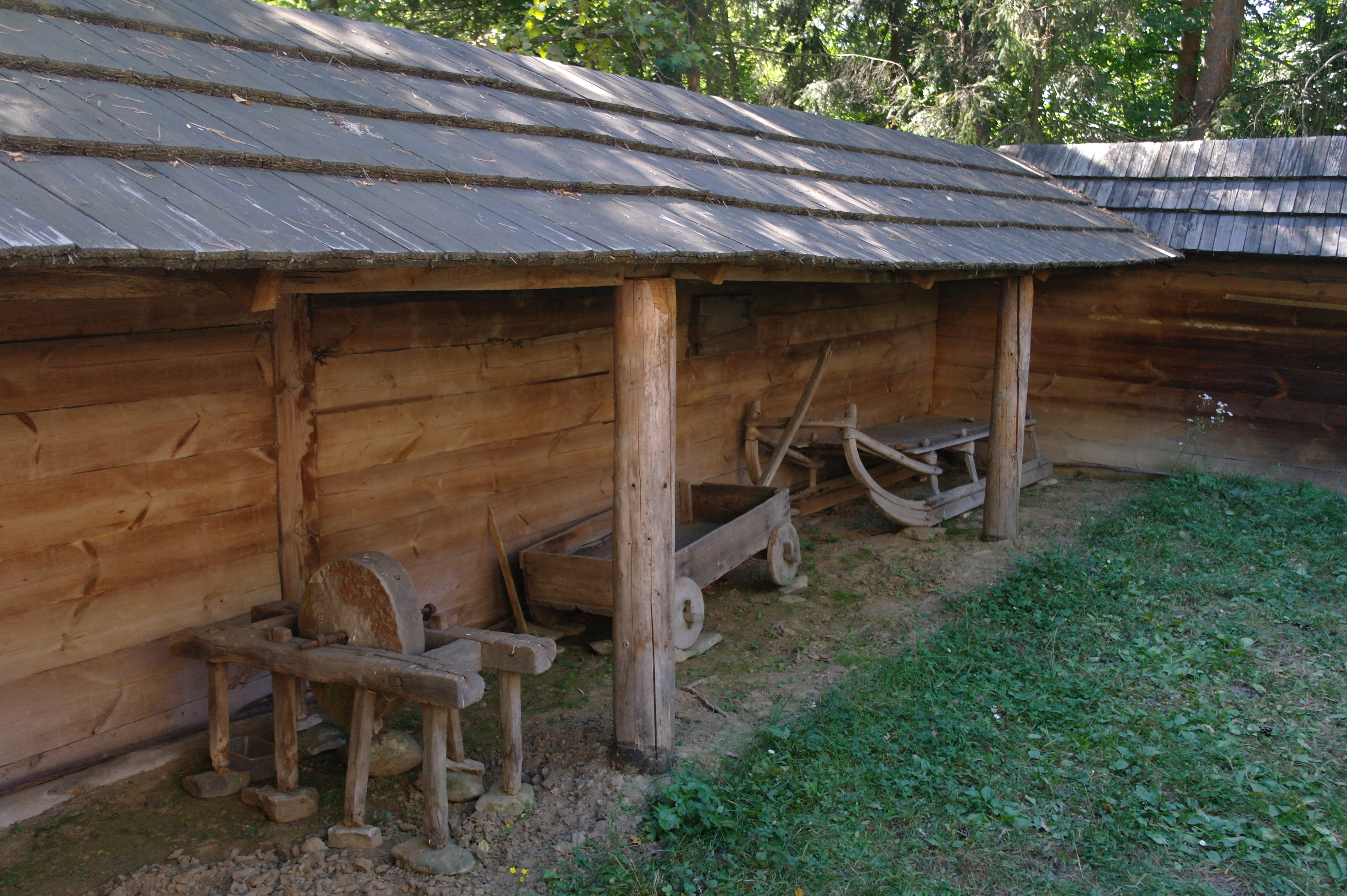
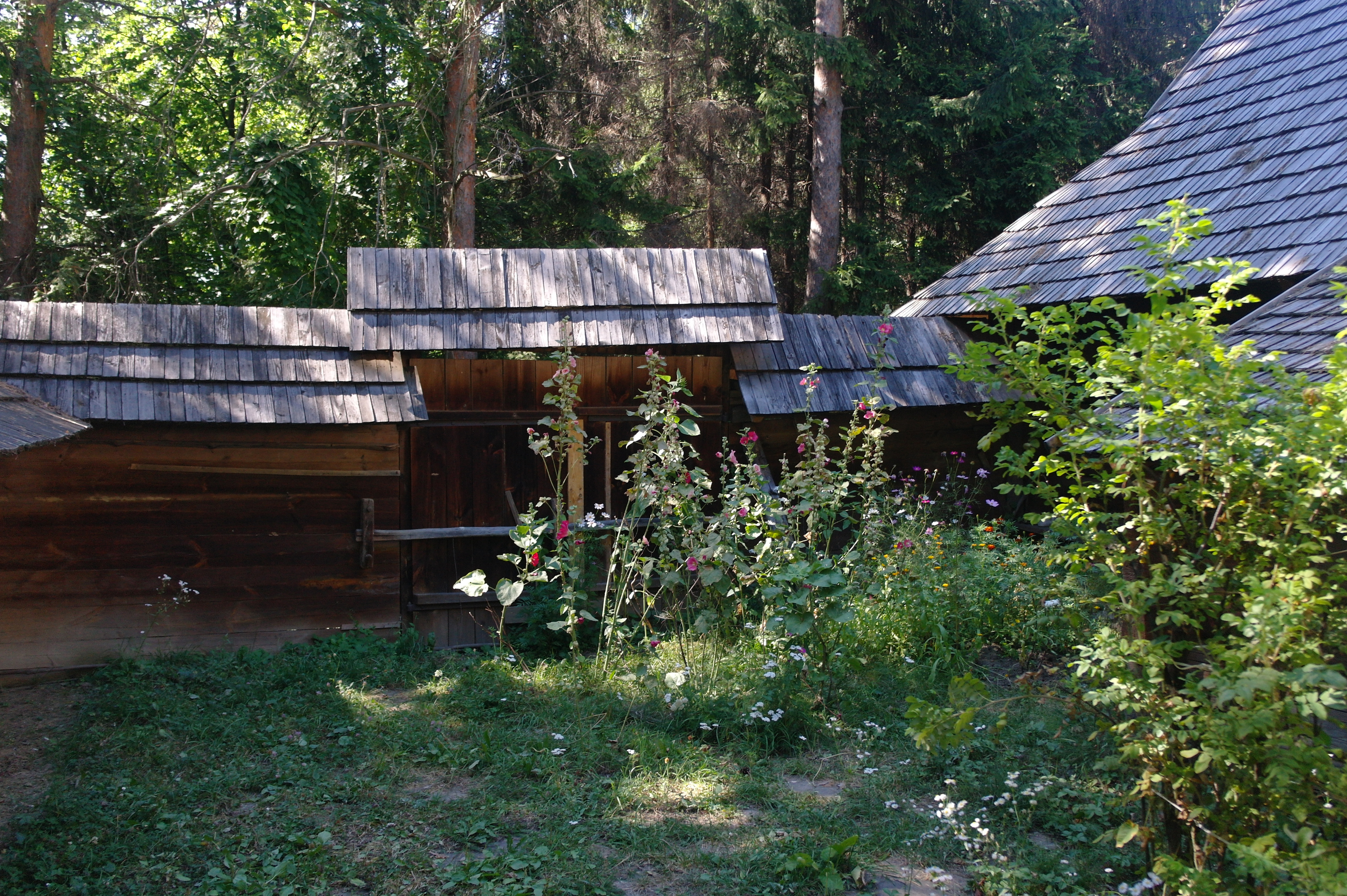
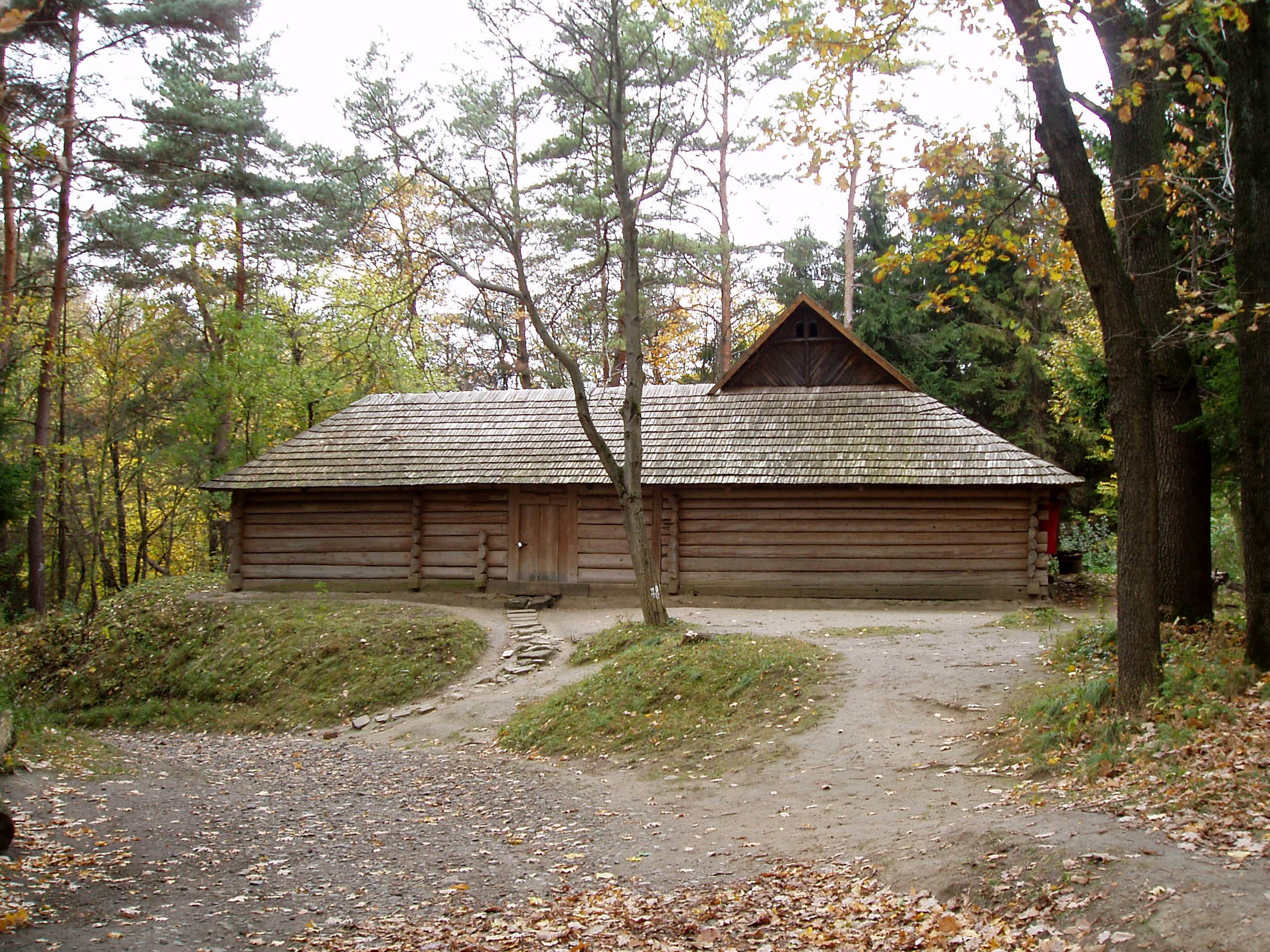
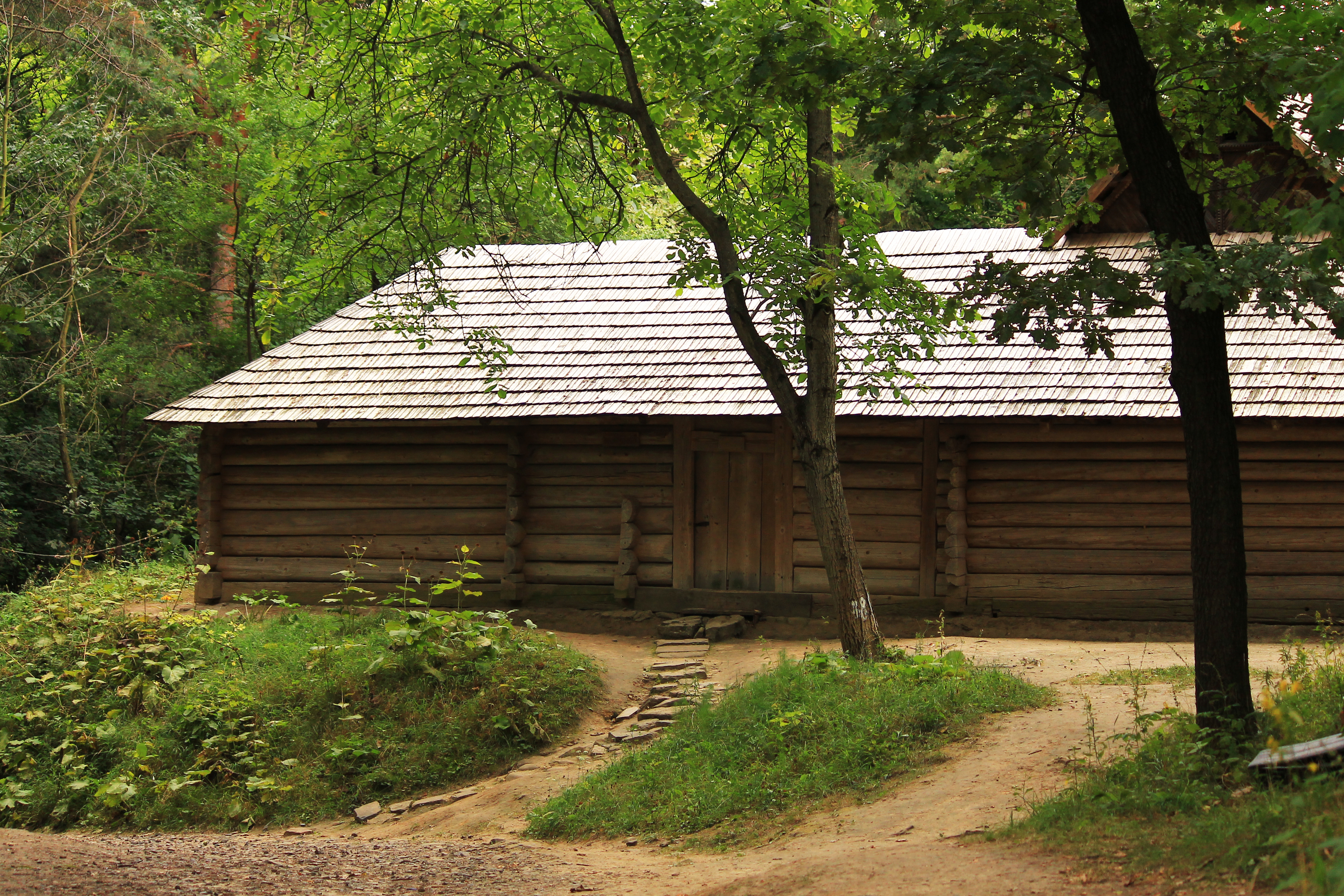

## Інтер'єр
Всередині ґражди стіни рівно оброблені рубанком і відшліфовані до блиску, як і сволок, гряди і гладкі підлоги. Всі хатні меблі, посуд, найпростіші ужиткові речі: коновка, масничка чи сідло прикрашені різьбою, випалюванням чи іншим декором.

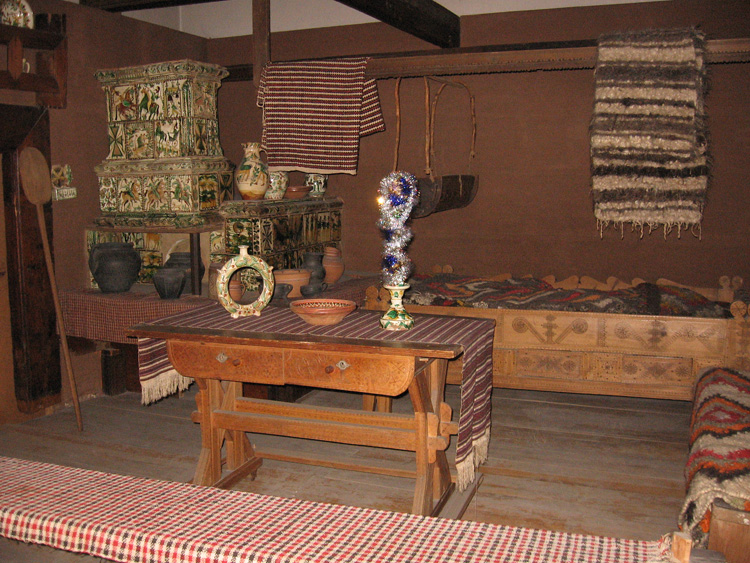
Інтер'єр гуцульської хати